# 스파이로플레아목
스파이로플레아목(Sphaeropleales)은 녹조강에 속하는 녹조류 목의 하나이다.

## 하위 과
| - 안키스트로데스무스과 (Ankistrodesmaceae) - 브락테아콕쿠스과 (Bracteacoccaceae) - 브락테아모르파과 (Bracteamorphaceae) - 그루터기말과 또는 카라키움과 (Characiaceae) - 크로모클로리스과 (Chromochloridaceae) - 킬린드로캅사과 (Cylindrocapsaceae) - 딕티오클로리스과 (Dictyochloridaceae) - 딕티오콕쿠스과 (Dictyococcaceae) - 그물말과 (Hydrodictyaceae) - 소포자말과 (Microsporaceae) - 미코나스테스과 (Mychonastaceae) | - 네오클로리스과 (Neochloridaceae) - 프세우도무리엘라과 (Pseudomuriellaceae) - 라디오콕쿠스과 (Radiococcaceae) - 로툰델라과 (Rotundellaceae) - 뗏목말과 (Scenedesmaceae) - 스키조클라미스과 (Schizochlamydaceae) - 활말과 (Schroederiaceae) - 셀레나스트룸과 (Selenastraceae) - 스파이로플레아과 (Sphaeropleaceae) - 트레우바리아과 (Treubariaceae) - 투미델라과 (Tumidellaceae) |